# 戴夫·魯賓

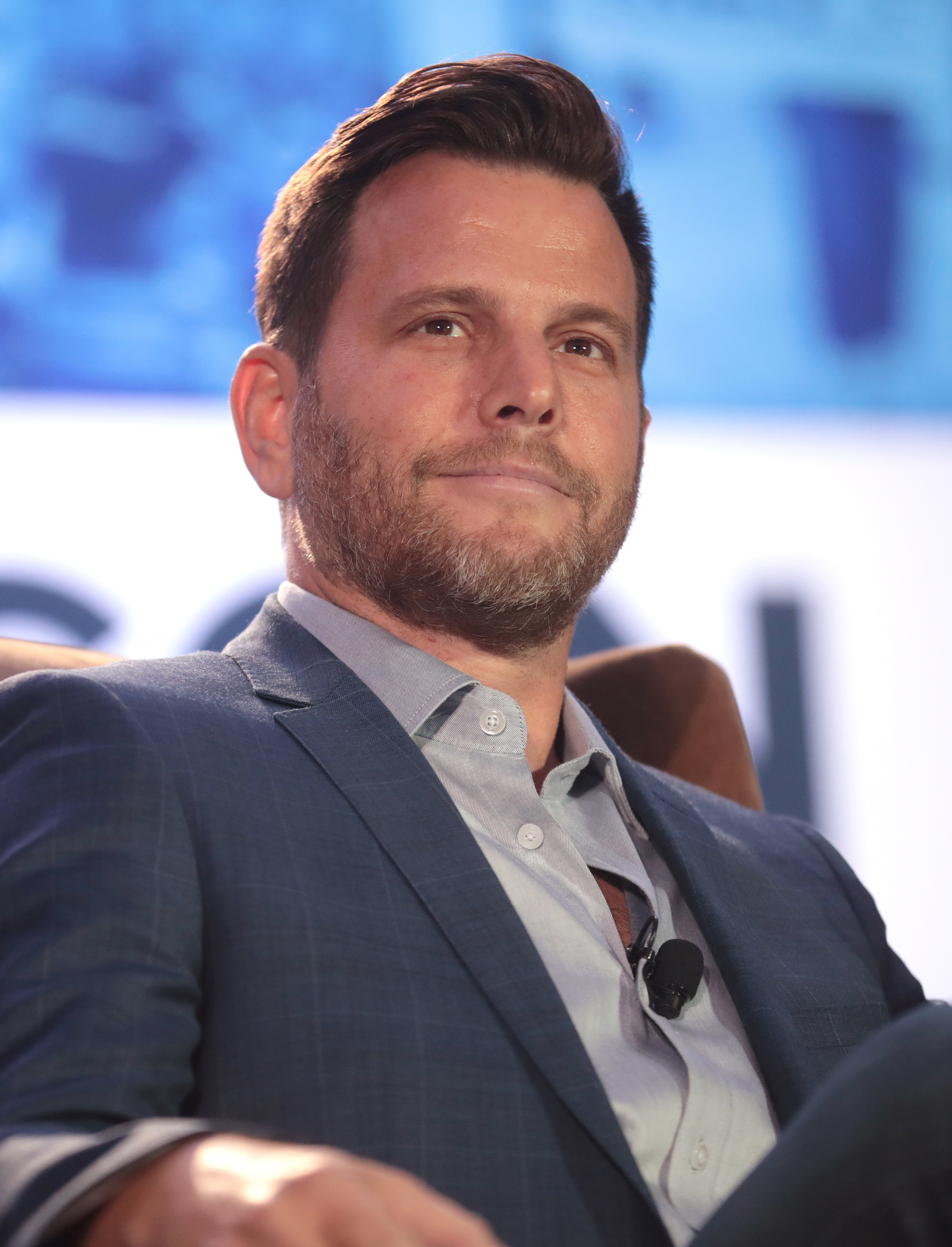
戴夫·魯賓

戴夫·魯賓（英語：David Joshua Rubin，1976年6月26日—）是美國的一位政治評論家。他是YouTube和BlazeTV上The Rubin Report節目的創辦者和主持人。他經常被認為是一位自由意志主義者。

## 外部連結
- 官方网站